# Liste der Naturdenkmale in Oberkochen
| Naturdenkmale | Anzahl |
| ------------- | ------ |
| FND           | 13     |
| END           | 1      |
| Gesamt        | 14     |

Die Liste der Naturdenkmale in Oberkochen nennt die verordneten Naturdenkmale (ND) der im baden-württembergischen Ostalbkreis liegenden Stadt Oberkochen. In Oberkochen gibt es insgesamt 16 als Naturdenkmal geschützte Objekte, davon 13 flächenhafte Naturdenkmale (FND) und 1 Einzelgebilde-Naturdenkmal (END).
Stand: 1. November 2016.

## Flächenhafte Naturdenkmale (FND)
| Name                           | Bild | Kennung     | Einzelheiten      | Position | Fläche Hektar | Datum         |
| ------------------------------ | ---- | ----------- | ----------------- | -------- | ------------- | ------------- |
| Borzelgrube                    |      | 81360500007 | Oberkochen        | ⊙        | 2,5           |               |
| Borzelloch                     |      | 81360500008 | Oberkochen        | ⊙        | 0,6           |               |
| Brunnenhöhle                   |      | 81360500010 | Oberkochen        | ⊙        | 0,5           |               |
| Feuerknochenschacht            |      | 81360500009 | Oberkochen        | ⊙        | 0,3           |               |
| Griebigensteinhöhle            |      | 81360500004 | Oberkochen        | ⊙        | 0,1           |               |
| Großes Wollenloch              |      | 81360500014 | Oberkochen        | ⊙        | 0,1           |               |
| Hülbe im Riesenhau             |      | 81360500005 | Oberkochen        | ⊙        | 0,0           |               |
| Kahlenbühlhöhle                |      | 81360500002 | Oberkochen        | ⊙        | 0,5           |               |
| Kanzelfels                     |      | 81360500012 | Oberkochen        | ⊙        | 0,0           |               |
| Kleines Wollenloch             |      | 81360500006 | Oberkochen        | ⊙        | 0,8           |               |
| Kuckuckstein                   |      | 81360880008 | Oberkochen, Aalen | ⊙        | 0,2           | 13. Okt. 1987 |
| Rodstein-Felsen                |      | 81360500003 | Oberkochen        | ⊙        | 0,3           |               |
| Ursprung des Schwarzen Kochers |      | 81360500011 | Oberkochen        | ⊙        | 2,3           |               |
| Legende für Naturdenkmal       |      |             |                   |          |               |               |

## Einzelgebilde (END)
| Name                        | Bild | Kennung     | Einzelheiten | Position | Fläche Hektar | Datum |
| --------------------------- | ---- | ----------- | ------------ | -------- | ------------- | ----- |
| Eichenallee im Langen Teich |      | 81360500001 | Oberkochen   | ⊙        | 0,0           |       |
| Legende für Naturdenkmal    |      |             |              |          |               |       |